# 엘리스의 50가지 그림자
《엘리스의 50가지 그림자》(Darker Shades Of Elise)는 영국에서 제작된 제이미 웨스턴 감독의 2017년 드라마, 스릴러 영화이다. 베카 히라니 등이 주연으로 출연하였다.

## 출연

### 주연
- 베카 히라니
- 아론 블레이크